# پلاجیو گالوانی
پلاجیو گالوانی (انگلیسی: Pelagio Galvani; ۱ ژانویهٔ ۱۱۶۵ – ۳۰ ژانویهٔ ۱۲۳۰) کشیش کاتولیک اهل اسپانیالئون که در جریان جنگ صلیبی پنجم، فرمانده نیروهای صلیبی در مصر بود.